# Aneflomorpha longitudinis
Aneflomorpha longitudinis là một loài bọ cánh cứng trong họ Cerambycidae.